# USS Stockdale (DDG-106)
O USS Stockdale é um destroyer da classe Arleigh Burke pertencente a Marinha de Guerra dos Estados Unidos.